# Melinci
Melinci (węg.: Muramelence) – miejscowość w Słowenii w gminie Beltinci.